# Elecciones federales de Suiza de 1967
Las elecciones federales de Suiza fueron realizadas el 29 de octubre de 1967. El Partido Socialista Suizo se posicionó como el partido más grande del Consejo Nacional, obteniendo 50 de los 200 escaños.

## Resultados

### Consejo Nacional
| Partido                                                    | Votos     | %    | Escaños | +/–   |
| ---------------------------------------------------------- | --------- | ---- | ------- | ----- |
| Partido Socialista Suizo                                   | 233 873   | 23.5 | 50      | –3    |
| Partido Radical Democrático Suizo                          | 230 095   | 23.2 | 49      | –2    |
| Partido Demócrata Cristiano                                | 219 184   | 22.1 | 45      | –3    |
| Partido de los Agricultores, Comerciantes e Independientes | 109 621   | 11.0 | 21      | –1    |
| Alianza de los Independientes                              | 89 950    | 9.1  | 16      | +6    |
| Partido Suizo del Trabajo                                  | 28 723    | 2.9  | 5       | +1    |
| Unión Democrática Liberal                                  | 23 808    | 2.3  | 6       | 0     |
| Partido Popular Evangélico de Suiza                        | 15 728    | 1.6  | 3       | +1    |
| Grupo Sociopolítico                                        | 14 270    | 1.4  | 3       | –1    |
| Acción Nacional                                            | 6275      | 0.6  | 1       | Nuevo |
| Movimiento Republicano                                     | 1696      | 0.2  | 0       | –     |
| Lista Dellberg                                             | 21 225    | 2.1  | 1       | –     |
| Otros partidos                                             | 21 225    | 2.1  | 0       | –     |
| Votos en blanco/nulos                                      | 26 059    | –    | –       | –     |
| Total                                                      | 1 019 907 | 100  | 200     | 0     |
| Participación electoral                                    | 1 551 909 | 65.7 | –       | –     |
| Fuente: Nohlen & Stöver, IPU                               |           |      |         |       |

### Consejo de los Estados
En varios cantones, los miembros del Consejo de los Estados fueron elegidos por los parlamentos cantonales.
| Partido                                                    | Escaños | +/– |
| ---------------------------------------------------------- | ------- | --- |
| Partido Demócrata Cristiano                                | 18      | 0   |
| Partido Radical Democrático Suizo                          | 14      | +1  |
| Partido de los Agricultores, Comerciantes e Independientes | 3       | –1  |
| Unión Democrática Liberal                                  | 3       | 0   |
| Grupo Sociopolítico                                        | 3       | 0   |
| Partido Socialista Suizo                                   | 2       | –1  |
| Alianza de los Independientes                              | 1       | +1  |
| Total                                                      | 44      | 0   |
| Fuente: Nohlen & Stöver                                    |         |     |